# ISO 15118
ISO 15118國際標準，名稱為《道路車輛—V2G通訊介面》（Road vehicles -- Vehicle to grid communication interface），是為了电动車輛雙向充電/放電，定義汽車對電網（V2G）通訊介面的國際標準。此標準中也提供許多不同的使用情境，例如安全通訊、智慧充電，以及有些電動車充電網路強調的插槍即充（Plug & Charge）功能。

## 簡介
ISO 15118是国际电工委员会（IEC）針對電動道路車輛以及電動工業卡車的法規標準群中的一個標準，負責單位是IEC技術委員會69（TC69）的第一聯合工作組（JWG1 V2G）以及國際標準化組織技術委員會22（TC22）中的subcommittee 31（SC31）。
ISO 15118有定義充電相關的基礎信號，以及透過電力線通信（PLC）進行的數位通訊，數位通訊的通訊協定利用HomePlug GP，利用基礎信號中的控制導引（Control pilot）線傳輸。
ISO和IEC在2001年開始合作訂立法規，ISO 15118-20 即插即充（Plug & Charge）的章節是在2014年發佈。2020年時曾有研究者指出即插即充功能有網路安全相關的問題。最新版本是在2022年發佈。

## V2G-PKI
電動車和充電設備之間的ISO 15118通訊可以用傳輸層安全性（TLS）進行加密，若是使用Plug & Charge的情形，一定要進行加密。標準中有說明要如何設置V2G-PKI（汽車對電網的公開金鑰基礎建設）。Hubject在2018年提供了第一個V2G-PKI產品以及在歐洲和北美的相關生態系。V2G-PKI中唯一的证书颁发机构就是Hubject。有許多公司也發佈他們在V2G-PKI上的解決方案，而充電站廠商以及車廠若依照ISO 15118標準，也可以處理其证书。
在2019年和2020年時，有許多研究者指出此標準中的公開金鑰基礎建設（KPI）還有一些問題。

## Plug & Charge（插槍即充）
ISO 15118中增加的Plug & Charge（插槍即充）功能考量了使用者便利及資料安全性，可以讓電動車輛在相容的充電站中識別到此車輛及車主，並且自動取得授權，進行車輛充電。駕駛只需要將充電槍接到電動車內即可。車輛和充電站識別的方式是透過交換認證（certificates）來彼此識別，此認證是之前透過認證機制（certificate pool）提供，其目的是為了方便付款。在2021年11月已經開始一個測試系統，此標準可以用在有線充電（交流或直流），也可以用在無線充電。
有些電動車支援Plug & Charge（插槍即充）標準，像是2021年版的保時捷Taycan、Daimler EQS、Lucid Air、福特野馬Mach-E以及Rivian R1T。
有些電動車型可能需要進行韌體升級才能符合此標準，像是Volkswagen ID.4，有些車型可能要進行硬件的升級。
特斯拉的車輛自從2012年起（ISO 15118-2是在2014年才發行），就有其專有的Plug & Charge（插槍即充）版本，也有其他的專有協定版本，例如Paua所開發的產品 。
除了Plug & Charge（插槍即充）外，還有其他類似的標準，例如以DIN 70121標準（CCS）的AutoCharge，其做法是用車輛上固定的MAC地址（EVCC ID），這個不算是資訊安全的機制，而且像Volkswagen的車輛，沒有固定的MAC地址，就無法使用AutoCharge。

## 標準文件
ISO 15118包括以下的部份，每一項都是獨立的標準文件：
- ISO 15118-1：一般資訊以及使用案例（use-case）的定義[1]。
- ISO/DIS 15118-2：網路及應用層的需求[25]（在第二版中，已改成ISO 15118-20）。
- ISO 15118-3：實體層及資料鏈結層的需求[26]。
- ISO 15118-4：網路及應用通訊協定的相容性測試[27]。
- ISO 15118-5: 實體層及資料鏈結層的相容性測試[28]。
- ISO/DIS 15118-6：無線通訊的一般資訊以及使用案例的定義（在第二版中，已合併到ISO 15118-1）[29]
- ISO/CD 15118-7：無線通訊的網路和應用通訊協定的要求（已移到ISO 15118–20）[29]
- ISO 15118-8：無線通訊的實體層及資料鏈結層[30]
- ISO 15118-20：第二版的網路及應用協定要求[31]

## ISO 15118在重型車輛上的應用
ISO 15118也用做重型車輛充電的通訊協定，例如以下的應用：
- 港口自動導引車[32]
- 大眾運輸[33]

若在商業應用上使用ISO 15118時，配合WLAN的使用（ISO 15118-8）需仔細評估，因為以WLAN為基礎的無線通訊，無法保證系統的運作上線時間(operation uptime），此情形下可以使用ISO 15118-3 powerline communication。